# Пайл, Роберт Майкл
Роберт Майкл Пайл (англ. Robert Michael Pyle; род. 19 июля 1947, Денвер) — американский лепидоптеролог, писатель, педагог и основатель общества охраны беспозвоночных (Xerces Society). Большая часть истории его жизни рассказана в художественном фильме 2020 года The Dark Divide, где Пайла играет Дэвид Кросс .

## Биография
Пайл вырос в Денвере и Авроре, штат Колорадо, в 1965 году окончил начальную школу. Учился в Вашингтонском университете, где получил степень бакалавра в области «Восприятие и защита природы» . Стипендия Фулбрайта в 1971-72 гг. позволила Пайлу изучать сохранение бабочек на экспериментальной станции Монкс Вуд в Эбботс-Риптон в Англии, вместе с Джоном Хитом. В 1971 году основал Xerces Society. Поступил в аспирантуру Йельского университета, чтобы изучать экологию защиты насекомых у Чарльза Ремингтона . Получил докторскую степень Йельской школы лесоводства и экологических исследований в 1976 году.

## Карьера
Пайл работал рейнджером-натуралистом в Национальном парке Секвойя, консультантом по сохранению бабочек в Отделе дикой природы Папуа-Новая Гвинея, в Центра мониторинга сохранения видов в Кембридже, Великобритания, где он был соавтором Красной книги IUCN по беспозвоночным. Принимал активное участие в сохранении бабочек-монархов с 1975 года, возглавлял проект «Монарх» в Xerces Society вместе с Линкольном Брауэром и Мелоди Макки Аллен. Он также принимал активное участие в сохранении старовозрастных лесов на северо-западе Тихого океана. Пайл опубликовал множество статей по экологии и биогеографии сохранения бабочек. Он является соавтором (с Полом Хаммондом) крупной статьи, в которой рассматривается бабочка Mariposa Copper (Lycaena mariposa) и описываются девять новых подвидов. Текущие исследования касаются сорокалетнего мониторинга фенологии бабочек на одном участке исследования.
С 1974 года живёт в собственном доме на реке Колумбия в юго-западном Вашингтоне, где пишет эссе, стихи и художественную литературу. Он опубликовал 24 книги и сотни эссе, статей, стихов, рассказов.
Его книга « Где ходит снежный человек : переход через темную пропасть» стала основным источником (наряду с другими книгами Пайла) для фильма 2020 года «Тёмная пропасть» с Дэвидом Кроссом в роли Пайла и Деброй Мессинг в роли его жены Теи Линней Пайл.

## Награды
- 2018: Национальная книжная премия на открытом воздухе, Бабочки Тихоокеанского побережья
- 2014: Пожизненное назначение почетным членом Королевского энтомологического общества
- 2011: Книжная премия штата Вашингтон (финалист) в категории биографий / мемуаров, Дорога Марипоса: Первый большой год бабочек
- 2008: Книжная премия штата Вашингтон (финалист) за документальную литературу, Sky Time in Grays River: Living for Keeps in a Forgotten Place
- 1989: Стипендия Гуггенхайма, за книгу — Где ходит снежный человек: пересекая темную пропасть